# Nephrotoma laffooni
Nephrotoma laffooni är en tvåvingeart som beskrevs av Alexander 1950. Nephrotoma laffooni ingår i släktet Nephrotoma och familjen storharkrankar.
Artens utbredningsområde är Vanuatu. Inga underarter finns listade i Catalogue of Life.